# Mănăstirea Sfânta Treime (Strâmba)
Mănăstirea Sfânta Treime este o mănăstire ortodoxă din România, situată în satul Strâmba-Jiu din județul Gorj. Este situată la 9 km de Mănăstirea Dealu Mare.

## Etimologie
În privința originii etimologice a denumirii satului „Strâmba” –Jiu există două ipoteze:
1. provine de la pârâul Strâmbul, afluent al Jiului, pârâu ce a primit denumirea de la un străvechi proprietar al său - Strâmbu - care a construit aici mori și pive;
2. provine de la pârâul Strâmbul, afluent al Jiului, pârâu ce șerpuiește pe întinderea satului, în toate direcțiile înante de a se vărsa în Jiu.

## Istorie
Mănăstirea de astăzi se află pe locul Schitului Strâmba, de care ne vorbește inscripția zugrăvită în anul 1793 deasupra intrării în pronaos, conform căreia acesta exista deja la 1519.
Dintr-un document emis la 1487 de cancelaria lui Vlad Călugărul, aflăm pe Danciu și Oprea ca fiind doi mari proprietari ce-și întindeau moșiile de o parte și de alta a pârâului Strâmba, fiind considerați și ctitori, ai Schitului.
Deasupra intrării în pronaos se află o inscripție, scrisă la 25 august 1793, care lasă să se înțeleagă că fondator al  mănăstirii la data de 1519 ar fi Stoichiță Râioșeanu și nepotul său Miloși, dar istoricul Alexandru Ștefulescu subliniază că această lectură nu este corectă întrucât Stoichiță a fost vistier între 1603 și 1618. Din pisanie lipsește numele primului fondator al schitului. Conținutul ei nu poate confirma decât faptul că Stoichiță Râioșeanu a reconstruit mănăstirea Strâmba în vremea când era vistier. Stoichiță moare la 1620, deci reconstrucția mănăstirii nu se poate situa mai târziu. Acesta doar reconstruiește actuala mănăstire pe locul vechiului schit Strâmba în anul 1603.
În aproximativ 1525 Schitul Strâmba este menționat ca metoc al mănăstirii Govora, păstrându-și acest statut până la sfârșitul secolului al XVIII-lea. Cum relevă documentele secolului al XVI-lea averea mănăstirii provenea din terenurile pe care aceasta le-a primit ca donații sau le-a cumpărat. La 3 ianuarie 1603, Veniamin egumenul mănăstirii a cumpărat partea lui Radu Șerban, confirmată de acesta la 21 martie la 1603. Perioada cea mai prosperă a mănăstirii a fost între 1604-1628 când Dochia soția lui Stoichiță Râioșeanu a dăruit succesiv 19 sate: Petrești, Hupavi, Stejarul, Bâlta de Munte, Cotești, Isvarna, Gureni, Bâlta, Strâmba, Izvoare, Smelești, Grăguești, Marbani, Lipea, Fărcășești, Căpăceni, Serbești, Groși, Peștișani – cu livezile, grădinile, pădurile și iazurile cu morile și pivele lor.
La 8 noiembrie 1724 are loc un incendiu  care mistuie casa ctitorului, chiliile, pivnița și hambarele. Urmează o perioadă de declin a mănăstirii când la 10 iunie 1731 conform Extractului privilegiilor, donațiilor și confirmațiunilor mănăstirilor din Oltenia scris de episcopul Inocențiu, mănăstirea mai poseda din cele 19 sate numai Strâmba, Izvoarele, Murgești, Bâlta și jumătate din moșia Sărdăneștilor.
La ridicarea bisericii contribuise și Miloș, nepotul lui Stoichiță Râioșeanu. Acesta răsculându-se cu Lupu Mehedințeanu împotriva grecilor a atras urgia domnitorului Alexandru Iliaș asupra casei sale și implicit asupra mănăstirii care a fost confiscată și transformată în metoc al Mănăstirii Tismana. Aceste evenimente explică și realizarea abia după 200 de ani a picturii (1793) de către Constantin Râioșeanu, mare armaș.
La 1793 Vel Armașul Constantin Râioșeanu și jupâneasa Păuna semnează actul terminării pictării la interior și exterior a bisericii. 
La 1812 mânăstirea este părăsită și devine biserică filială a parohiei Hoduroasa,pana in anul 1923 cand se fac mari reparatii.

## Secolul al XX-lea
Refacerea și consolidarea mănăstirii și a chiliilor din jur au fost întreprinse în 1927 de catre ieromonahul Veniamin Pestrea venit in satul natal din Sfantul Munte Athos, când Comisia Monumentelor Istorice condusă de Nicolae Iorga a contribuit la reparații.
În 1956 devine mănăstire de maici având ca stareță pe Ermiona Cândea. În această perioadă se încep lucrări de refacere a învelitorii, ocazie pentru șeful de proiect de atunci, arh. Eugenia Greceanu să invoce ipotetice sondaje care au justificat în mod aberant mutilarea monumentului prin demolarea părții superioare a pridvorului și distrugerea picturii exterioare corespunzătoare acestei zone. 
În prezent stareță este Stavrofora Marina Gligor, sub coordonarea căreia s-au realizat cele mai importante lucrări de conservare-restaurare din istoria mănăstirii. Astfel s-a consolidat și restaurant biserica mare (arhitectură și pictură), s-au construit corpuri de chili și anexe, s-a construit un paraclis cu hramul ”Acoperământul Maicii Domnului” în care se săvârșeșc slujbele zilnice, s-a construit un altar de vară etc.  

## Galerie de imagini

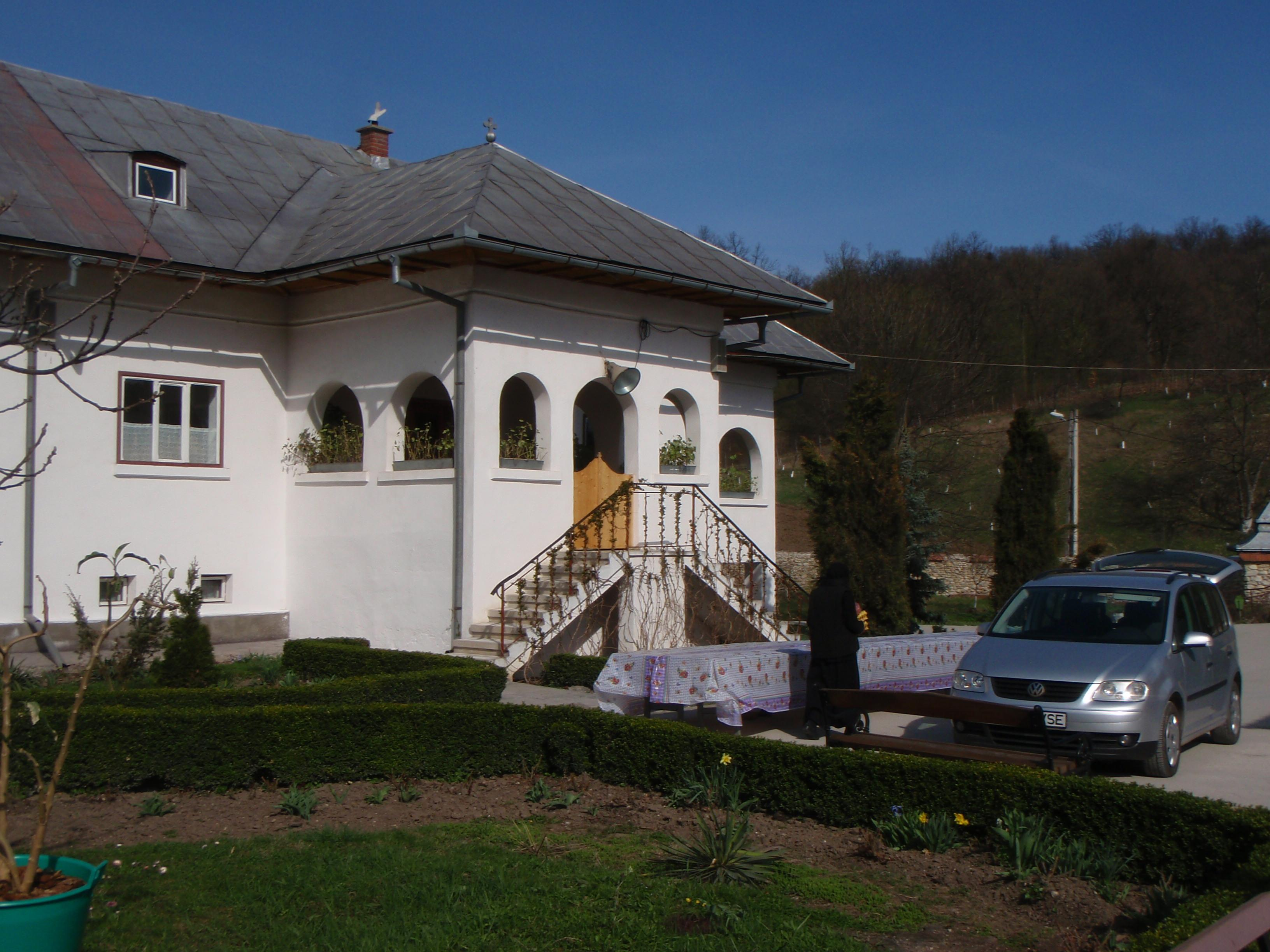
Curte interioară
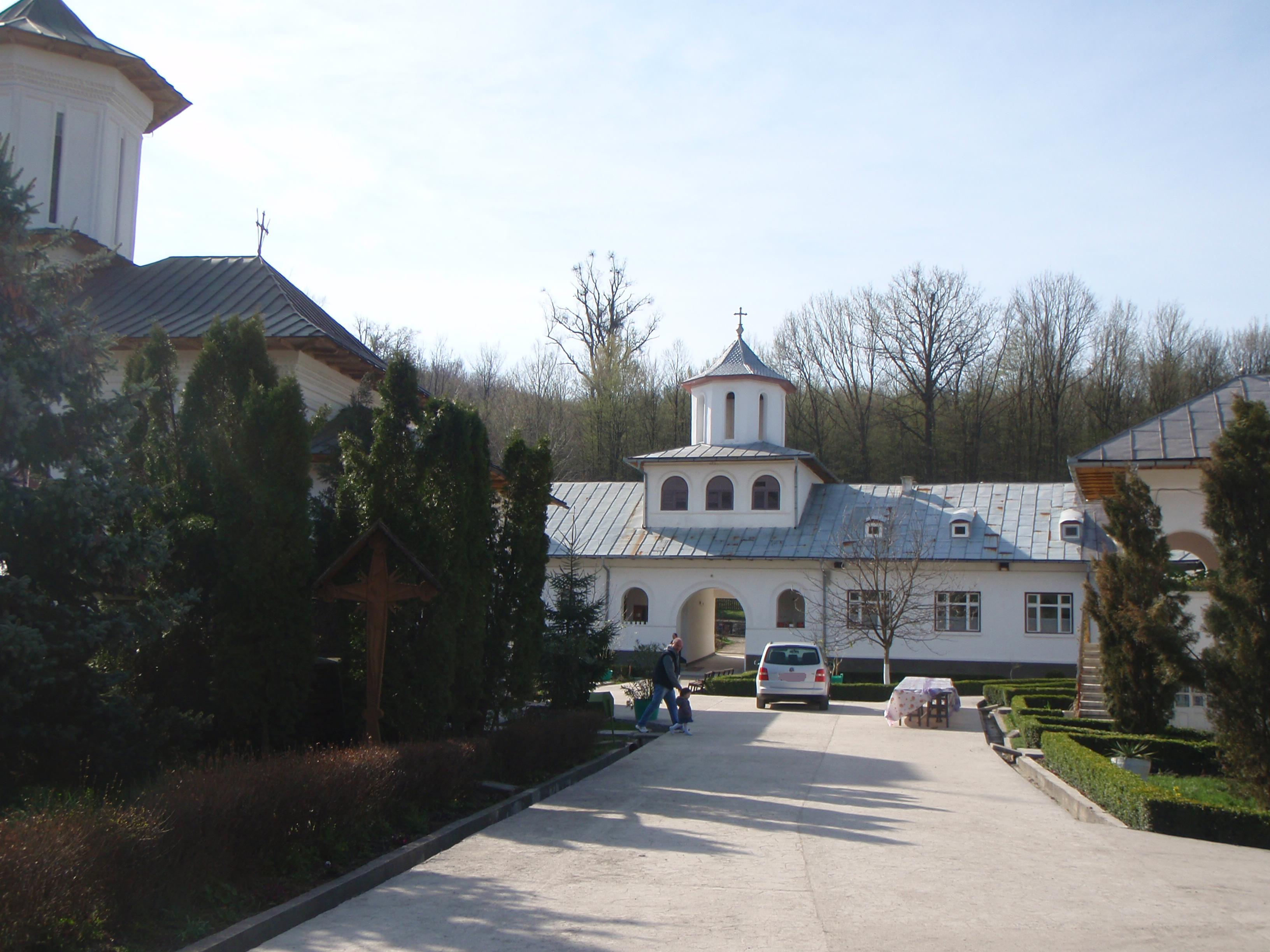
Curte interioară
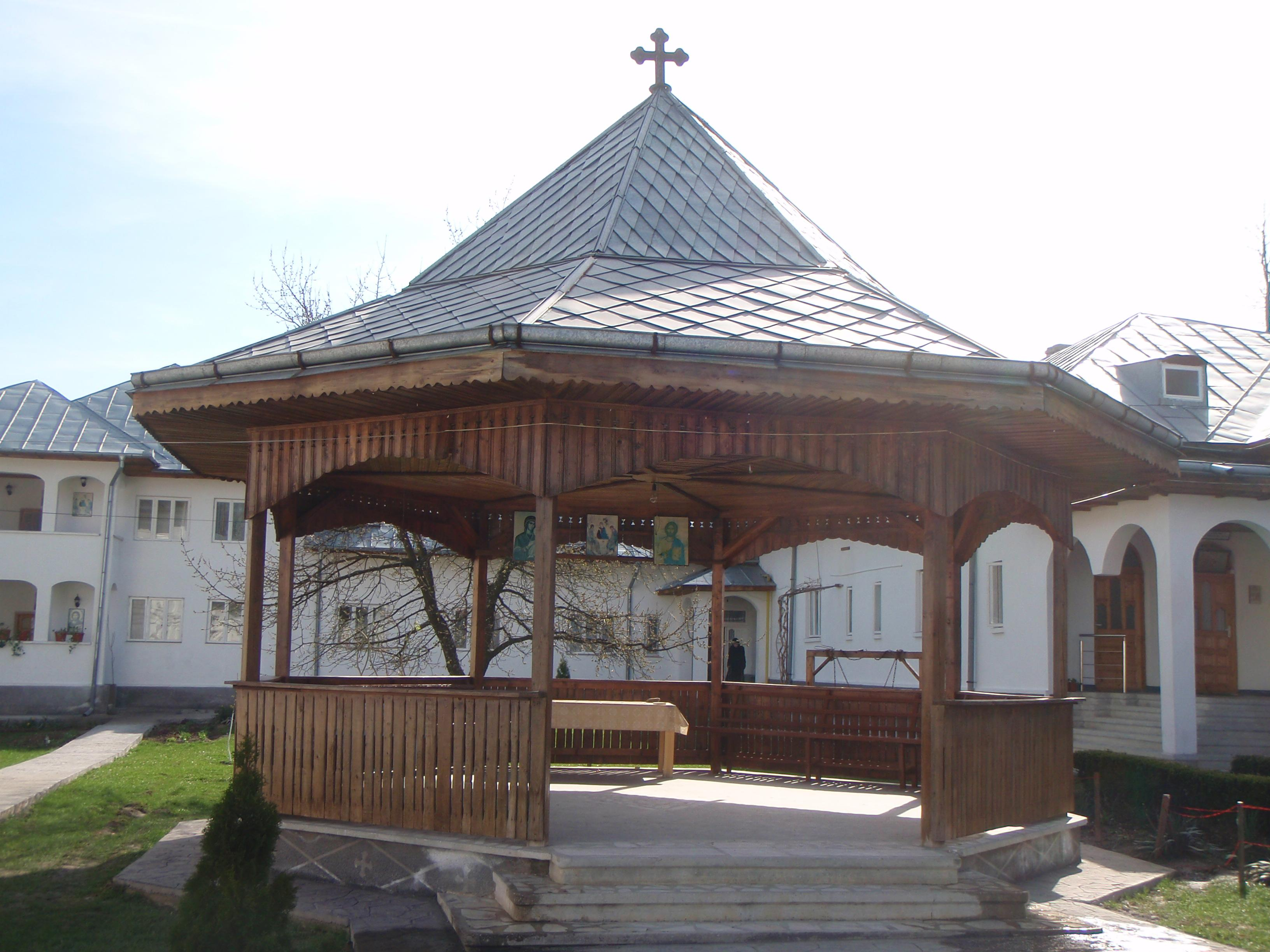
Vedere curte interioară
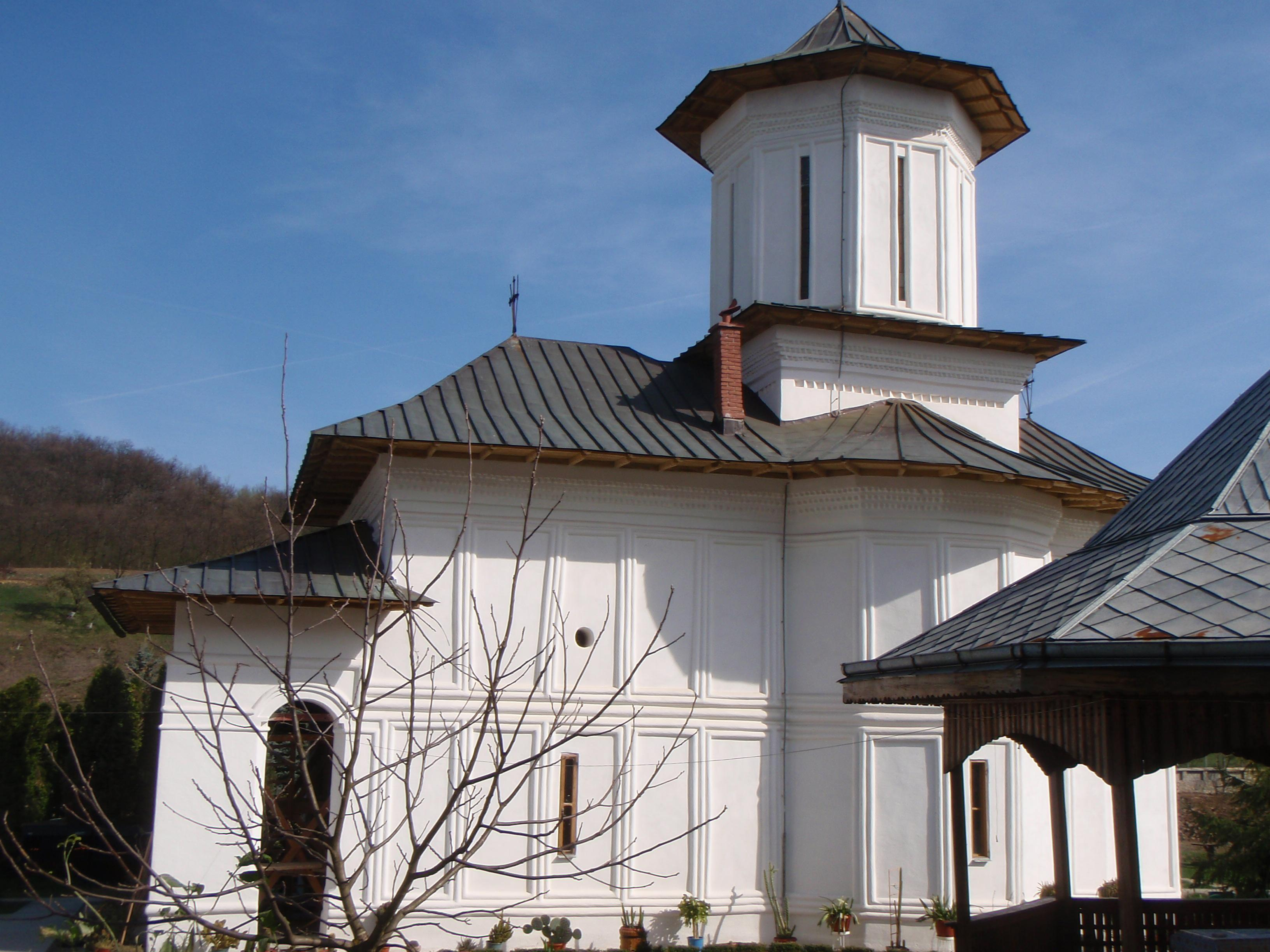
Biserica de la Mănăstirea Sfânta Treime (Strâmba)